# Tullio Pellegrinelli
Tullio Pellegrinelli (* 6. Februar 1964) ist ein italienischer Endurosportler. Er gewann einmal die Enduro-Weltmeisterschaft und war mehrmaliger italienischer Enduro-Meister sowie mehrfach Mitglied der siegreichen Trophy-Nationalmannschaft bei der Internationalen Sechstagefahrt.

## Karriere
Tullio Pellegrinelli begann 1981 aktiv Endurosport zu betreiben. In seiner ersten Wettkampfsaison wurde er Zweiter in der italienischen Enduro-Meisterschaft der Kadetten in Klasse bis 125 cm³. Im folgenden Jahr wurde er auf einer Gilera nationaler Enduro-Meister in der Junior-Klasse bis 125 cm³. In seiner ersten Saison in der Enduro-Meisterschaft 1983 wurde er Fünfter. 1984 wechselte er zu Kram-It und gewann in diesem Jahr sowie 1985 die Endurance-Trophäe. 1985 wurde er außerdem in der Klasse bis 250 cm³ italienischer Vizemeister.
1986 gewann Tullio Pellegrinelli  in der Klasse bis 250 cm³ erstmals die italienische Enduro-Meisterschaft. Außerdem wurde er Meister aller Klassen. Bei der Internationalen Sechstagefahrt in San Pellegrino Terme gewann er mit der italienischen Nationalmannschaft die Trophy-Wertung, außerdem wurde er Klassenzweiter in der Klasse bis 250 cm³.
1987 wurde Pellegrinelli italienischer Meister in der Klasse bis 500 cm³ Zweitakt sowie Gesamtsieger. In der Enduro-Europameisterschaft wurde er Klassenzweiter. Im folgenden Jahr war er mit einer 250-cm³-Husqvarna unterwegs. Er gewann die italienische Meisterschaft in seiner Klasse und wurde erneut Gesamtsieger. Bei der Internationalen Sechstagefahrt wurde er Klassensieger.
1989 konnte er seinen nationalen Titel in der 250er-Klasse verteidigen. In der Gesamtwertung wurde er Zweiter. Auch in der Enduro-Europameisterschaft gelang ihm diese Platzierung.
1991 wurde er auf einer Honda italienischer Meister in der Klasse bis 250 cm³. Im folgenden Jahr gewinnt er die Weltmeisterschaft in der Klasse bis 500 cm³. 1993 wechselte er wieder zu Husqvarna und wurde mit einer 250er Maschine erneut Klassen- und Gesamtsieger.
Weitere italienische Meistertitel in der Klasse bis 500 cm³ folgten 1994 sowie 1997 bis 1999. 1994 und 1995 war er Mitglied der siegreichen italienischen Trophy-Mannschaft bei den Internationalen Sechstagefahrten in Tulsa und Jelenia Góra. 2000 wurde er in der Viertakt-Klasse italienischer Vizemeister. Dies wiederholte er 2001 in der 500-cm³-Zweitakt-Klasse. 2004 und 2005 wurde Pellegrinelli in Italien Dritter in der 500-cm³- bzw. 450-cm³-Viertakt-Klasse. Im Jahr 2006 wurde er Fünfter in der Klasse bis 450 cm³ Viertakt. In den Jahren 2007 und 2008 wurde er italienischer Meister in der Klasse 2 beim Hard Race. Außerdem war er jeweils Vizemeister in der großen Viertakt-Klasse.

## Wichtigste Erfolge
Italienischer Enduro-Meister1986–1989, 1991, 1993, 1994, 1997–1999
Weltmeisterschaft1993
Internationale Sechstagefahrt1986, 1994, 1995